# Омікрон Стрільця
ο Стрільця (Омікрон Стрільця, Omicron Sagittarii, ο Sag) — зоря в сузір'ї Стрільця жовтого кольору, що видима неозброєним оком з видимою візуальною величиною +3,77.  Відстань до цієї зірки становить приблизно 142 світлових років на основі паралакса. Зоря дрейфує далі від Сонця з радіальною швидкістю +26 км/с, наблизившись до 86 св. р. мільйон років тому. 
Зірка знаходиться на 0,86 градуса на північ від екліптики, тому  може бути покрита Місяцем і дуже рідко планетами. Останнє покриття планетою відбулося 24 грудня 1937 року, коли зорю покрив Меркурій. 5 січня зірку майже покриває Сонце, яке займає середню, округлу половину одного градуса неба. Для спостереження зорі найкращі умови влітку, оскільки на початку липня сузір'я Стрільця можна спостерігати на небосхилі всю ніч.